# Аппер-Френкфорд Тауншип (округ Камберленд, Пенсільванія)
Аппер-Френкфорд Тауншип (англ. Upper Frankford Township) — селище (англ. township) в США, в окрузі Камберленд штату Пенсільванія. Населення — 2128 осіб (2020).

## Демографія
Згідно з переписом 2010 року, у селищі мешкало 2005 осіб у 786 домогосподарствах у складі 589 родин. Було 844 помешкання
Расовий склад населення:
| - 99,4 % — білих - 0,2 % — азіатів - 0,1 % — чорних або афроамериканців |

До двох чи більше рас належало 0,2 %. Частка іспаномовних становила 1,0 % від усіх жителів.
За віковим діапазоном населення розподілялося таким чином: 22,1 % — особи молодші 18 років, 63,6 % — особи у віці 18—64 років, 14,3 % — особи у віці 65 років та старші. Медіана віку мешканця становила 42,5 року. На 100 осіб жіночої статі у селищі припадало 102,7 чоловіків;  на 100 жінок у віці від 18 років та старших — 103,1 чоловіків також старших 18 років.
Середній дохід на одне домашнє господарство  становив 50 705 доларів США (медіана — 46 250), а середній дохід на одну сім'ю — 56 247 доларів (медіана — 53 580). Медіана доходів становила 45 833 долари для чоловіків та 32 750 доларів для жінок. За межею бідності перебувало 10,3 % осіб, у тому числі 19,2 % дітей у віці до 18 років та 6,5 % осіб у віці 65 років та старших.
Цивільне працевлаштоване населення становило 923 особи. Основні галузі зайнятості: освіта, охорона здоров'я та соціальна допомога — 18,7 %, роздрібна торгівля — 16,6 %, транспорт — 14,5 %.